# Thun (Familienname)
Thun ist ein deutscher Familienname.

## Namensträger
- Alphons Thun (1853–1885), estnischer Nationalökonom und Hochschullehrer
- Christian Thun (* 1992), deutscher Boxer
- Christoph Thun-Hohenstein (* 1960), österreichischer Jurist, Diplomat, Kunstmanager und Publizist
- Christoph Simon von Thun (1582–1635), Prior des Johanniter- beziehungsweise Malteserordens in Ungarn und Obersthofmeister von Ferdinand III.
- Dieter Thun (1939–2025), deutscher Fußballspieler
- Dominikus Anton von Thun (1686–1758), Fürstbischof von Trient
- Eleonore Thun-Hohenstein (1924–2013), österreichische Schriftstellerin und Journalistin
- Ferdinand Thun (Unternehmer) (1866–1949), deutsch-amerikanischer Textilmaschinenhersteller
- Ferdinand Thun (Diplomat) (Ferdinand Thun-Hohenstein; 1921–2022), deutscher Diplomat
- Friedemann Schulz von Thun (* 1944), deutscher Psychologe
- Friedrich von Thun (* 1942), österreichischer Schauspieler
- Harald Thun (1945–2025), deutscher Romanist und Sprachwissenschaftler
- Hedwig Thun (1892–1969), deutsche Malerin und Schriftstellerin
- Heinrich Thun (1938–2024), österreichischer Leichtathlet
- Heinrich von Thun II. (?–1238), Bischof von Basel
- Helge Thun (* 1971), deutscher Zauberkünstler und Fernsehmoderator
- Johannes von Thun (?–1506), Bischof von Schwerin
- Karl-Heinz Thun (1937–1993), deutscher Regattasegler
- Kjersti Thun (* 1974), norwegische Fußballspielerin
- Leo von Thun und Hohenstein (1811–1888), österreichischer Politiker
- Maria Thun (1922–2012), deutsche Esoterikerin, Autorin des „Aussaatkalenders“
- Matteo Thun (* 1952), italienischer Architekt
- Max von Thun (* 1977), deutscher Schauspieler und Fernsehmoderator
- Maximilian von Thun-Hohenstein (1638–1701), kaiserlicher Geheimer Rat und Ahnherr der böhmischen Linie der Familie Thun-Hohenstein
- Maximilian Thun-Hohenstein (1887–1935), österreichischer Arzt und Bewegungsforscher
- Nyota Thun (1925–2021), deutsche Literaturwissenschaftlerin
- Otto Balthasar von Thun (1721–1793), königlich preußischer Generalleutnant
- Richard Thun (1899–1945), deutscher Agrikulturchemiker
- Róża Thun (* 1954), polnische Publizistin und Politikerin, Vertreterin der Europäischen Kommission in Polen, MdEP
- Sigmund Alphons von Thun (1621–1677), Bischof von Brixen und Trient
- Sophie Thun (* 1985), deutsch-polnische Künstlerin und Fotografin
- Stein Vidar Thun (* 1981), norwegischer Skilangläufer
- Sylvia Thun (* 1968), Ingenieurin für biomedizinische Technik und Ärztin
- Rudolf Thun (1892–1976), deutscher Film- und Fernsehtechniker
- Wilhelm Ulrich von Thun (1784–1862), preußischer Infanteriegeneral und Diplomat